# Schloss Harzé

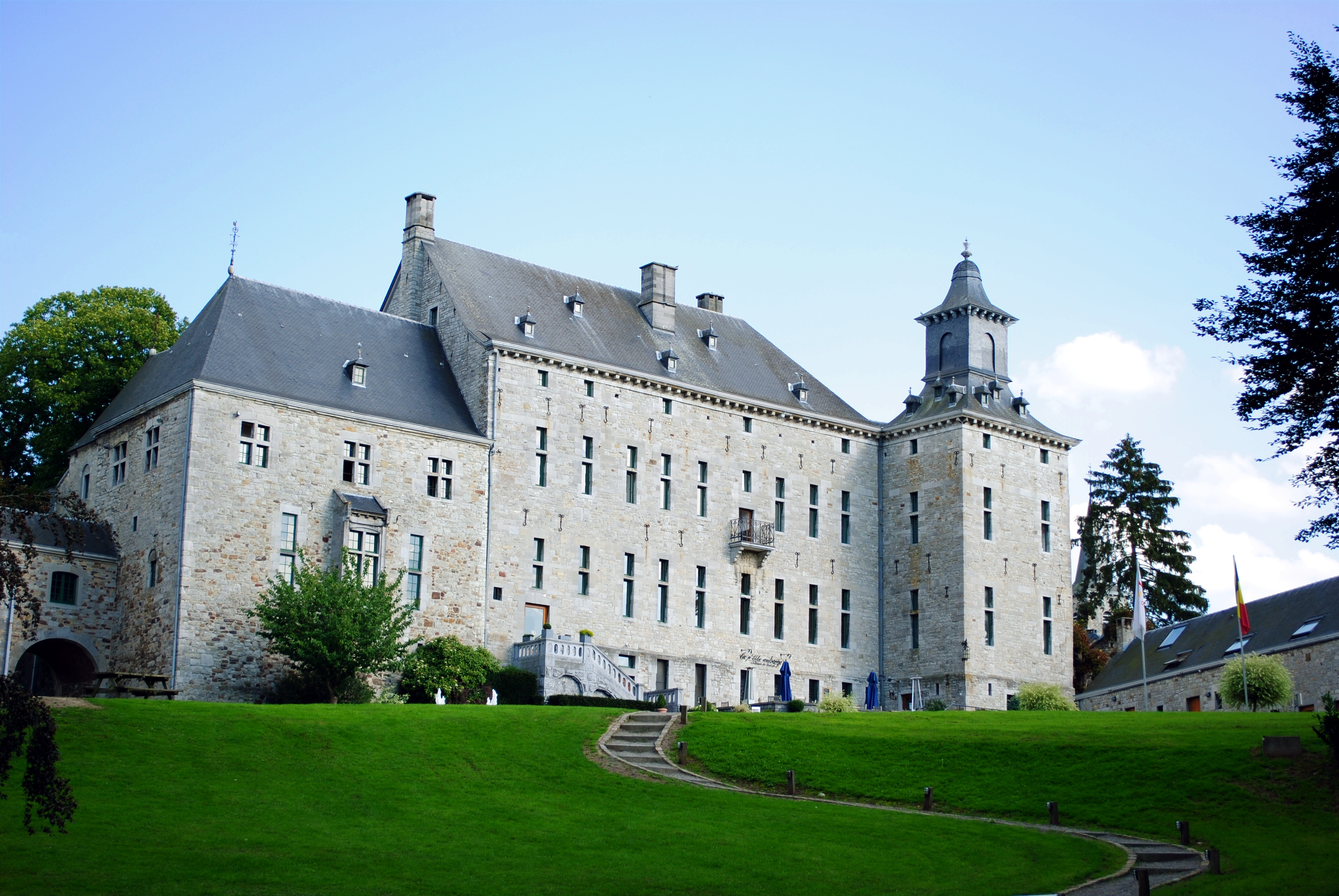
Schloss Harzé

Das Schloss Harzé liegt im gleichnamigen Ortsteil der Gemeinde Aywaille in der Provinz Lüttich im wallonischen Teil Belgiens.

## Geschichte

### Besitzverhältnisse

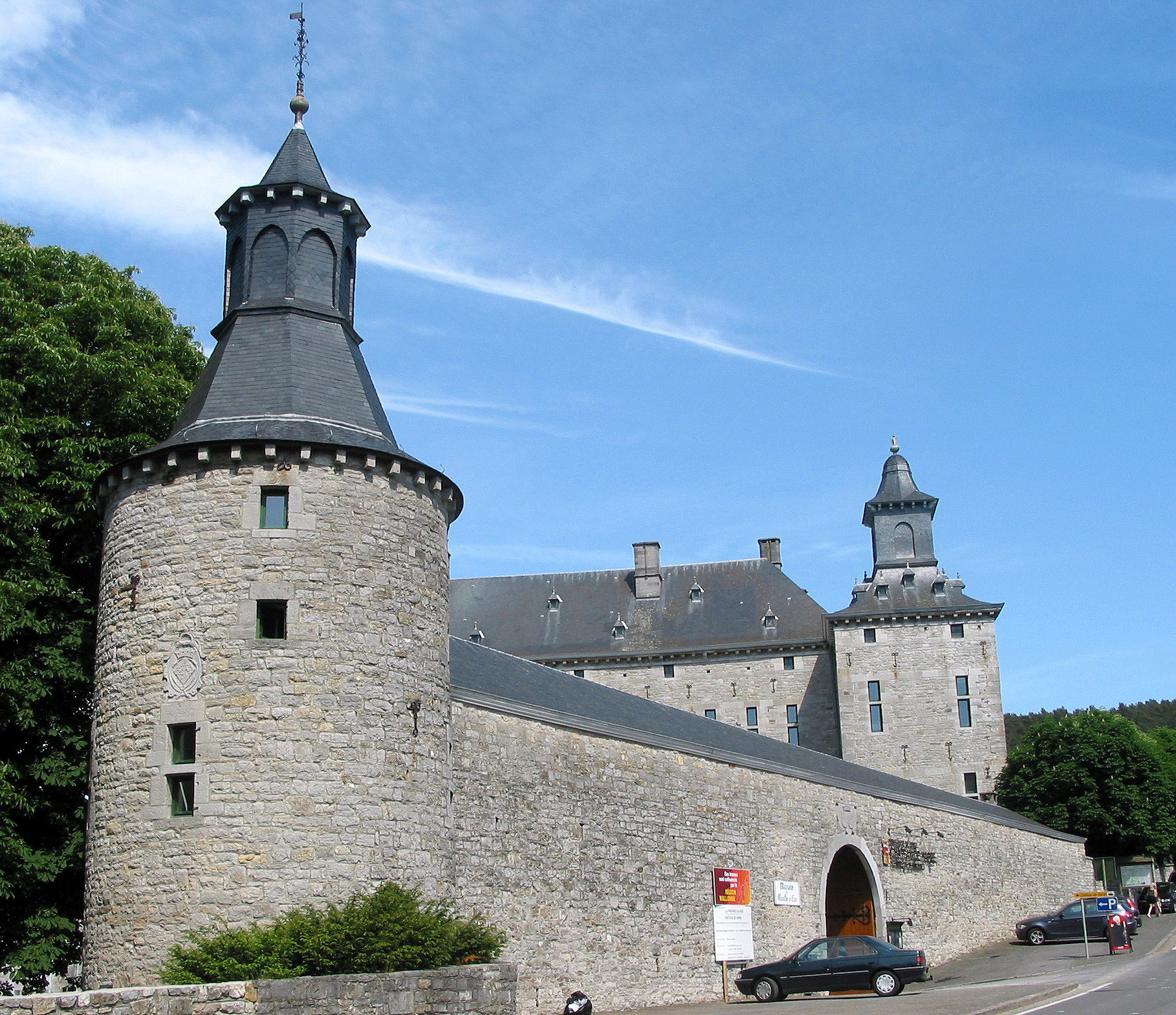
Runder Turm und Einfahrt

Die ersten Besitzer der Anlage war die Familie de Clermont zu Beginn des 14. Jahrhunderts, die eine befestigte Anlage an dieser Stelle errichtete. In der Folgezeit wechselte Harzé mehrfach den Besitzer. Das änderte sich erst mit der Heirat von Margarete von der Marck mit Jean de Ligne 1547.
Im 17. Jahrhundert erhielt das Schloss das heutige Erscheinungsbild als 1631 Graf Ernest van Suys die Erbin Ernestine van Linden heiratete und in der Folgezeit große Baumaßnahmen durchführen ließ. So entstand der Schlosshof mit den runden Türmen, 2 der massiven Türme sind noch erhalten. In der Folgezeit war das Schloss im Besitz der Familie von Eynatten und der Familie de Rahier.
Seit 1965 steht das Schloss unter Denkmalschutz. 1973 erwarb es die Provinz Lüttich, die es heute als Seminarzentrum nutzt.

### Ardennenoffensive
Das Schloss diente im Zweiten Weltkrieg während der Ardennenoffensive ab dem 29. Oktober 1944 als Hauptquartier der amerikanischen Streitkräfte, dem XVIII. US-Luftlandekorps unter Generalmajor Matthew B. Ridgway. Am 28. Dezember 1944 traf sich im Schloss der Oberkommandierende General Eisenhower mit Ridgway. Daran erinnert eine Tafel am Eingang des Schlosses.

## Müllerei- und Bäckereimuseum
Im alten Bauernhaus des Schlosses befindet sich dieses Handwerksmuseum. In sechs Ausstellungsräumen wird der Weg von der Weizenernte über die traditionellen Mühlen im Mittelalter bis zur Bäckerwerkstatt im frühen 20. Jahrhundert anhand von zahlreichen Exponaten aufgezeigt.
Das Museum zeigt die Entwicklung von der wassergetriebenen Mühle hin zu ersten industriellen Mühlen. Besucher können den kompletten Prozess einer authentischen Wassermühle, Antrieb der Mühlsteine und hydraulisch bewegte Hebelwerke und Zahnräder kennenlernen. Im weiteren Verlauf wird die Herstellung von Backwaren, Konditorei von der napoleonischen Zeit bis zur Nachkriegszeit aufgezeigt. Funktionstüchtige Maschinen aus dem Alltag der Bäckerei werden ebenso präsentiert wie Utensilien und Handwerkzeug zur Eis- und Schokoladenherstellung.